# فيليكس أ. كريمر
فيليكس أ. كريمر هو فلاح وقاضي وسياسي أمريكي، ولد في 18 أكتوبر 1872، وتوفي في 11 يناير 1940. نشط حزبياً في Wisconsin Progressive Party ‏. وقد انتخب عضو جمعية ولاية ويسكونسن ‏.